# 코그노멘
코그노멘 [cognomen, 복수형 코그노미나(cognomina)/ '공동, 함께'를 뜻하는 co-와 '이름'을 뜻하는 (g)nomen의 합성어]은 로마식 작명법에서 고대 로마 시민권자의 세 번째 이름이었다. 초기에, 코그노멘은 별칭이었지만, 코그노멘이 조상 대대로 대물림 되면서 그 본래 기능을 사실하였다. 세습이 된 '코그노멘'들은 가문 내 특정 분가 또는 한 씨족 내 분가를 분간하기 위해 두 번째 이름인 '노멘 겐틸리키움'(가문 명 혹은 씨족 명)을 늘리는 데 사용되었다. 또한 현대에 들어서는 다른 의미도 띠게 되었다.

## 로마 인명
라틴어 인명인 '프라이노멘'의 제한적인 속성 때문에, '코그노멘'은 가문 내의 분가들을 구분하기 위해 발전하였으며, 일반적으로는 전쟁같이 개인의 업적을 강조하였다. 이에 대한 한 가지 예시로 그나이우스 폼페이우스 마그누스의 코그노멘 '마그누스'는 술라의 독재정 시절에 그가 이룬 승전들을 통해 얻은 것이다. 코그노멘은 중요한 특징들을 갖추고 있는 자들을 구분하는 형태였으며, 이미 코그노멘을 지닌 자들은 또 다른 전용 인명인 아그노멘이 부여되었다. 예시로, 푸블리우스 코르넬리우스 스키피오는 아프리카 자마에서 카르타고 장군 한니발에게 승리를 거둔 뒤 '아프리카누스'라는 아그노멘을 부여받았고 (여기에서 아프리카누스는 아프리카에서 태어났다기보다는 아프리카에서 얻은 그의 명성이라는 의미에서 '아프리카의'를 뜻하며, 전자의 의미일 경우 '아페르'가 되었을 것이다), 동일한 과정이 퀸투스 카이킬리우스 메텔루스 '누미디쿠스' (누미디아의 정복자)와 퀸투스 카이킬리우스 메텔루스 '마케도니쿠스'에서 일어났다.
성공적인 장군들한테서 도입된 명예로운 '코그노미나'와 대조적으로, 대부분의 '코그노미나'는 신체나 성격적 특징들을 기반으로 했으며 대표적으로 적발을 의미하는 '루푸스' 또는 왼손잡이를 뜻하는 '스카이볼라' 등이 있다. 몇몇 코그노멘은 세습적인 것이기도 했다 (예로 율리우스 씨족의 분가들 중 카이사르, 유니우스 씨족 중 브루투스와 실라누스, 카이킬리우스 씨족 중 필리우스와 메텔루스), 그 외에는 개별적 성향을 띠었다. 그리고 동일한 인명들이 세습되지 않는 코그노멘인 아그노멘 그리고 프라이노멘으로서 사용되는 모습을 보이기도 한다. 예시로, '보피스쿠스'는 율리우스 카이사레스 씨족에서 프라이노멘과 코그노멘 등 두 개 용도로 쓰였는데 초기 황가인 클라우디우스 씨족 중 한 명인 네로처럼, 클라우디우스 가문은 전통적으로 세습되던 클라우디우스라는 코그노멘을 프라이노멘으로서 사용했다.
상류층은 ‘코그노멘’을 또 다른 상류층을 나타내는 데 썼다.
현재의 학계에서, 여러 주요 로마인들이 ‘코크노멘’만으로 표기되고 있으며 예시로, 키케로 (‘병아리콩’을 뜻하는 키케르에서 비롯) 마르쿠스 툴리우스 키케로의 약칭을 ,카이사르는 가이우스 율리우스 카이사르의 약칭 역할을 하고 있다.

## 현재의 용어
용어 '코그노멘'(cognomen, 이따금 복수형으로는 cognomens)은 고대 로마에 관한 내용 외에 영어의 명사로서 사용되고 있다. 'Random House Dictionary' 2012년판에 따르면, 코그노멘은 'surname'(성씨) 혹은 특히 별칭 같은 '아무 인명'을 의미할 수 있다. 영어에서 코그노멘의 근본적인 요점은 "그 자가 얼마나 잘 알려져 있는가"이다. 그 예시가 바로 앨프리드 대왕(Alfred the Great)이다. (이 용례는 영어권에서 코그노멘 사용보다는 로마 시대의 아그노멘과 좀 더 유사하다)
라틴어 코그노멘에서 유래한 카탈루냐어의 '코그놈'(cognom) 그리고 이탈리아어의 '코뇨메'(cognome') 등은 성씨를 의미한다. 몰타어의 'kunjom'은 이탈리아어 코뇨메에서 비롯하였고 같은 의미를 갖고 있다.
코그노멘이라는 용어는 씨족 구조와 고대 로마의 인명 체계에 비교할 만한 인명 부여 체계를 가진 문화권들에도 적용될 수 있다. 이에 따라 세습이 되는 코그노멘은 코사족 (이지두코), 요루바족 (오리키), 줄루족 (이지봉고) 등에서도 사용된다고 묘사된다.

## 같이 보기
- 자 (이름)